# 三反五反运动

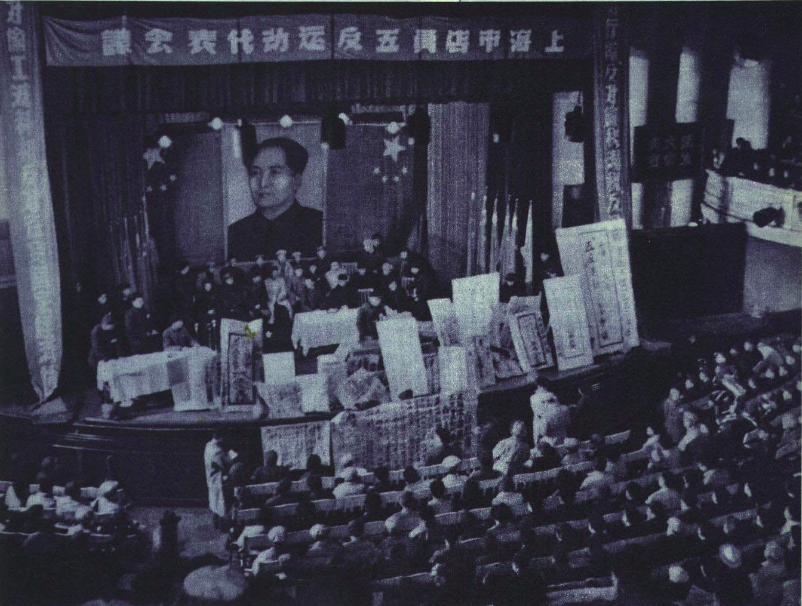
1952年，上海市店员五反运动代表会议

“三反”（1951年）“五反”（1952年）运动是1951年至1952年间，毛泽东等中国共产党高层在中华人民共和国开展的两场以“反腐败”、“反贪污”等为名义的政治运动。运动期间较为著名的口号包括“打老虎”、“打苍蝇”等。1963年，中共高层第二次发动了“五反运动”，与“四清运动”并行。
“三反运动”斗争矛头指向共产党内部及国家机关、事业单位各级部门，其目的在于通过肃清和惩戒一切贪污腐败分子的办法，消除中共取得政权后干部中出现的拜金主义和权力寻租，避免重蹈历史上农民起义军进城后迅速瓦解、失败的覆辙。“五反运动”则是因为三反运动在进行中，寻找贪污腐化根源的过程中，共产党人将矛头指向了促使众多干部腐化的私人工商业阶层，其中以毛泽东为领导的中共认为，私人工商业者对干部行贿，骗取国家财产，于是需要在工商界开展整肃运动。这场运动主要在工商业相对发达的上海等地进行。
三反五反运动确立了社会主义国营经济在国民经济中的领导地位，为中国共产党在中国大陆进行社会主义改造创造了条件。该运动亦对上海、天津、重庆等地区的经济状况造成了一定冲击，造成了诸多冤假错案，有许多资本家和商人被迫害自杀，亦有许多人士被处决或折磨致死，中国大陆资产阶级走向消亡。仅在上海一地，从1月25日至4月1日的不完全统计，因运动而自杀者就达到了876人，平均每天的自杀人数几乎都在10人以上。邓小平等人发现在运动过程中出现了诸多问题，并致电中共中央；最终，经毛泽东、周恩来批准，三反五反运动于1952年10月结束。

## 运动定义

### “三反”运动
“三反”为：
- 反贪污
- 反浪费
- 反官僚主义

### 第一次“五反”运动
“五反”为：
- 反行贿
- 反偷税漏税
- 反偷工减料
- 反盗骗国家财产
- 反盗窃国家经济情报

### 第二次“五反”运动
1963年3月1日，中共中央发布《关于厉行增产节约和反对贪污盗窃、反对投机倒把、反对铺张浪费、反对分散主义、反对官僚主义运动的指示》，要求在县以上机关和企业事业单位，有领导有步骤地开展这个运动。从此，“五反”运动在全国部分城市逐步展开。

## 历史发展
“三反”运动始于1951年末的东北地区，其主要目标为中国共产党党员，前中国国民党党员及无党派官员。“三反运动”开始后，各地「奸商」行贿、逃税、勾结腐蚀共产党干部的信息开始在报纸上出现，一些工商业人士开始响应政府号召，写坦白信和检举信。此后，一些城市开始进行“四反运动”（反行贿、反欺诈、反暴力、反偷漏税），上海工商联组织「四反运动委员会」，成为“五反”运动的前奏。
“五反”运动始于1952年1月，其主要目标为国内的资产阶级。1952年1月26日，毛泽东转发了北京市委《关于在工商界中争取多数，开展「五反斗争」的报告》，“五反运动”由此开始陆续在全国展开。
1952年2月5日，上海副市长潘汉年做「五反运动」动员报告，严厉指责资本家「忘恩负义、对党和政府猖狂进攻」。随后《大公报》受命发表消息批评上海工商联对运动领导的软弱无力，军管当局公布汉口路大康药房经理王康年借抗美援朝之机，囤积西药，行贿官员，以劣药充抵合格品的罪行，激起民愤。
自此开始，上海「五反运动」由上海市委增产节约委员会工商组主持领导，工商联及其大小资本家威信丧失，报刊开始铺天盖地的刊登检举揭发信件，上海开始逮捕工厂经理、市面经理、商店经理、行商掮客等工商界人士。

## 运动影响

### 官方描述
人民网文章认为：“三反”、“五反”运动“巩固了工人阶级的领导地位和社会主义国营经济在国民经济中的领导地位”，并且“为对资本主义工商业和资产阶级进一步的社会主义改造创造了有利条件”。

### 经济冲击
华北第一大商埠天津，自“三反”以来，商业批发减少一半，运输减少四成，银根紧，市场交易不畅，粮食成交下降达一半，生产下降，税收减少三、四成。天津市委在给中央的报告里诉苦道：“一部分直接受到影响的劳动人民已在叫苦。如不採取措施，经济上的萎缩现象还要发展，时间过长，则元气损伤过大。”
重庆一些工厂商店歇业停工，钢铁、机器、建筑、卷烟、针织等业目前均极度困难，生产停顿，累计有两万工人失业。西南局书记邓小平向中共中央发去措辞严厉的电报，指出重庆很多市民已陷入无食缺食之境地，开始对“三反五反”运动表示不满。
而上海“三反”以来，失业工人增至十三万人，比1950年初经济形势最糟时还严重。事实上，直到1952年底，因运动导致的经济形势恶化尚未好转。打贪污得到退赔和“五反”得到的退补，还不够堵运动造成的窟窿。

### 死亡人数

#### 自杀
在三反五反运动中，出现大量冤假错案，部分地区动用各类私刑逼供，包括打人、骂人、捆人、戴高帽子、挂牌、罚站、罚跪、刮鼻子、加手铐、坐老虎凳、不准睡觉、火筷烙手等，造成大量人员伤亡或自杀。1957年5月22日，“反右运动”前夕中共中央统战部召开的各民主党派负责人、无党派民主人士座谈会上，民盟中央副主席罗隆基发言，建议由全国人民代表大会、中国人民政治协商会议成立一个委员会，检查“三反”、“五反”、“肃反”运动中的失误偏差，而该委员会须由执政党、民主党派和无党派民主人士三方面组成，即“成立平反委员会”的主张，但遭到中共高层批判。 罗隆基随后被毛泽东划为右派，于1965年逝世，且在拨乱反正期间依然未获改正。
- 仅上海市一地，从1952年1月25日至4月1日的不完全统计，因运动受迫害而自杀者达876人，平均每天的自杀人数几乎都在10人以上，其中有很多商人和资本家是全家多口人一起自杀[12][13]。上海及华东在沪一些单位因“逼、供、信”，仅3月13日至23日的10天时间里，就造成60人自杀[24]。
- 据广东省1952年3月初统计，至3月7日，全省已发生69起自杀事件，39人死亡；另据统计，仅广州市委系统，就有33人自杀[24]。
- 据江苏苏北区委1952年6月统计，“打虎”追赃中自杀死亡39人，逃跑33人；而截止到1952年2月19日，江苏南京市自杀者26人，其中12人自杀未遂，还有八人的家属自杀[24]。
- 四川江津地区使用吊打和肉刑逼供，造成58人自杀[24]。
- 山东青岛市大搞“逼、供、信”，“据全市不完全统计，打死与自杀已死者达172人。”仅青岛纺管分局、四方铁路机车厂、港务局、对外贸易局、卫生局等五单位就有54人被打死或自杀，另有50人自杀未遂，还有26人被打致残[24]。

部分受迫害而自杀的知名人士包括：
- 邓小平的连襟乐少华在“三反”运动中被错误批判，1952年1月15日，乐少华在寓所内自杀身亡[31]。

- 中国航运大王卢作孚被“运动”后，于2月8日吞服安眠药自杀[32][33]。

- 冠生园创始人冼冠生于1952年4月被工人围困在办公室里两天后，于4月21日跳楼自杀[34]。

#### 处决

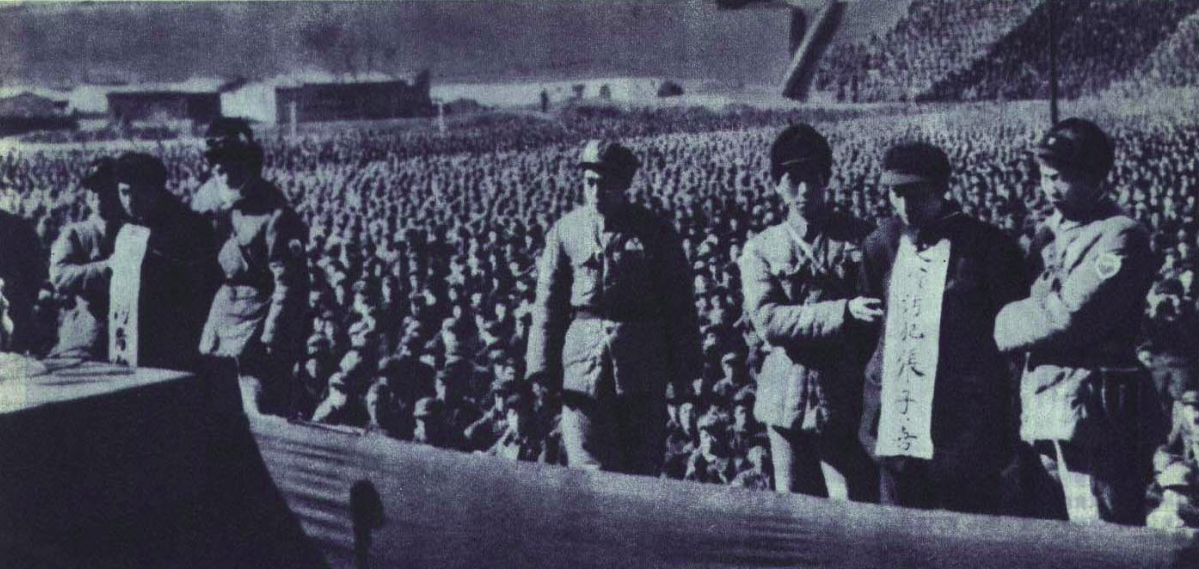
1952年2月10日，刘青山（左面掛牌者）和张子善（右面掛牌者）在保定人民体育场公审，后迅速执行死刑。

三反五反运动中，有部分人士被判死刑，遭到处决。1952年最初通过的《中华人民共和国惩治贪污条例》拟定贪污1500万元人民币（合新人民币1500元）即可处死刑，但后来据彭真报告，贪污这个数目的干部太多、范围太宽，恐怕杀绝中级干部，故改为贪污3000万元（合3000元新人民币）者处死刑，但彭真认为该底线依然过低（据报告，贪污1亿元以上者也大有人在），于是在通过此条例时附带了一个说明：“究竟贪污数目多少可处死刑，请毛主席决定。” 但毛泽东根据各方面报告，发现贪污十亿八亿甚至几十亿元者，还是大有人在，为避免大开“杀戒”影响人心、危及政权，故最终出台的《惩治贪污条例（1952年4月）》只规定将贪污1亿元以上（旧人民币）且情节特别严重者（譬如有反毛思想言行者）处以死刑。在“三反”运动中被判处有期徒刑的贪污犯9942人，判处无期徒刑的67人，判处死刑的42人（死缓9人）。
- 1952年2月10日，贪污犯刘青山、张子善被枪毙（参见：刘青山张子善案）[25][26]。但中华人民共和国成立之初，还没有形成健全完善的法律体系，刘、张二人从遭逮捕、受审判到获刑均无相关法律依据或现成的案例可以参照[38]，死刑由毛泽东拍板、党员干部投票支持[35][38][39]。周鲸文认为，刘青山主要是因反党反毛而被枪毙，其他贪污数目更高的成百上千人都免于被处死，譬如对于只贪污而拥毛者，没收其贪污款项，给以轻微处罚了事[25]。张鸣认为，反腐败无疑是应该的，也是任何一个政权都必须做的事情，但像刘青山张子善案件一样，以运动非法制的方式反腐败，却是有害的，至少是弊大于利的[39]。

### 其它影响
- 南三行中上海商业储蓄银行的创办者陈光甫1949年后先到香港观望中国政局的发展，1952年三反五反运动时明确拒绝共产党的北上邀请、确定留在香港，继续经营在香港注册的上海商业银行，后又定居台湾直至去世[40][41]。
- 知名经济学家、会计学家顾准受到了撤销党内外一切职务的处分[42]。

- 张爱玲目睹1951年的武训传批判运动和1952年的三反五反运动后，于1952年7月拒绝夏衍的挽留、赴香港“继续因抗战而中止的香港大学学业”[43][44][45]。